# Mihara-ku
Mihara-ku (美原区?) è uno dei sette quartieri amministrativi della città di Sakai, in Giappone.